# Marisol Nichols
Marisol Nichols (Chicago, Illinois, 2 de noviembre de 1973) es una actriz estadounidense, conocida por sus papeles de Nadia Yassir en la serie 24 de Fox y Hermione Lodge en la serie dramática Riverdale de The CW.

## Biografía
Nacida en Rogers Park, Chicago, Illinois. Por parte de su padre tiene ascendencia rumana y húngara y por parte de su madre texana tiene ascendencia española y mexicana.
Esta actriz debutó en la televisión estadounidense con la serie My Guys. Su primer gran papel fue en Vegas Vacation, con Chevy Chase y Beverly D'Angelo, que le abrió las puertas a participar en Scream 2, Can't Hardly Wait, Mafia!, Big Momma's House 2 y Delta Farce.
Ha sido actriz invitada en numerosos programas, entre ellos Beverly Hills, 90210, ER, Diagnosis: Murder, Boy Meets World, Alias, The Division, Friends, CSI: Crime Scene Investigation, Law & Order: Special Victims Unit, Nip/Tuck, Life y The Storm, entre otras.
Se casó con el director Taron Lexton en abril de 2008 y poco después dio a luz a su primera hija, Rain India Lexton. Se divorciaron en 2018. Nichols reveló en una entrevista que sufrió una violación a los 11 años, a raíz de lo cual se ha dedicado al activismo para el combate del tráfico de personas y el abuso de menores,a través de su ONG Foundation for a Slavery Free World y Youth for Human Rights International.
Nichols ha optado en tres ocasiones a los premios ALMA y es una de las actrices más codiciadas de Hollywood.

## Filmografía

### Películas
- Friends 'Til the End (1997)
- Scream 2 (1997)
- Vegas Vacation (1997)
- Can't Hardly Wait (1998)
- Mafia! (1998)
- The Sex Monster (1999)
- Bowfinger (1999)
- The Princess & the Barrio Boy (2000)
- The Princess and the Marine (2001)
- Laud Weiner (2001)
- The Road Home (2003)
- Homeland Security (2004)
- Big Momma's House 2 (2006)
- Delta Farce (2007)
- Struck (2008)
- Felon (2008)
- The Program (SSR-7) (2016)
- Lost Girls (2016)
- Cucuy: The Boogeyman (2018)
- Spiral: From The Book of Saw (2021) como Capt. Angie Garza[8]
- The Valet (2022) como Isabel

### Series de televisión
- My Guys (1996)
- Due South
- Beverly Hills, 90210
- ER (1997)
- Diagnosis: Murder (1997)
- Cybill (1998)
- Odd Man Out (1999)
- Boy Meets World (1999)
- Malcolm & Eddie (2000)
- Resurrection Blvd. (2000-2002)
- Alias (2002)
- The Twilight Zone (2002)
- The Division (2002)
- Friends (2003)
- CSI: Crime Scene Investigation (2003)
- Law & Order: Special Victims Unit (2003) (episodio 3, temporada 5)
- Nip/Tuck (2003)
- Charmed (2003) (episodio 10, temporada 6)
- Cold Case (2004)
- Justicia ciega (2005)
- In Justice (2006)
- 24 (temporada 6) (2007)
- Life (2008)
- The Storm (miniserie) (2009)
- The Gates (2010)
- NCIS: Los Ángeles (2010) como Tracy Keller (Rosetti)
- Teen Wolf (2011) como la "Loba del Desierto"
- Private Practice (2012) como Lily Reilly
- Criminal Minds (2015-2016)
- Riverdale (2017-2023) como Hermione Lodge (elenco principal T1-T5, invitada T6-T7)
- The Loud House (2020-presente) como la Directora Ramirez (voz en inglés)
- Holly & Ivy (2020)
- Christmas CEO (2021)
- We Wish You a Married Christmas (2022)